# Dream Evil (álbum)
Dream Evil es el cuarto disco en estudio de la banda de heavy metal Dio, lanzado el 21 de julio de 1987. Dream Evil incluye a dos exmiembros de la banda Rough Cutt, el guitarrista Craig Goldy (que reemplazó a Vivian Campbell) y el teclista Claude Schnell.
La banda de heavy metal sueca Dream Evil tomó su nombre de este álbum.

## Lista de canciones
| N.º | Título                        | Música                            | Duración |  |
| 1.  | «Night People»                | Dio, Goldy, Bain, Schnell, Appice | 4:06     |  |
| 2.  | «Dream Evil»                  | Dio, Goldy                        | 4:26     |  |
| 3.  | «Sunset Superman»             | Dio, Goldy, Bain, Schnell, Appice | 5:45     |  |
| 4.  | «All the Fools Sailed Away»   | Dio, Goldy                        | 7:10     |  |
| 5.  | «Naked in the Rain»           | Dio                               | 5:09     |  |
| 6.  | «Overlove»                    | Dio, Goldy, Appice                | 3:26     |  |
| 7.  | «I Could Have Been a Dreamer» | Dio, Goldy                        | 4:42     |  |
| 8.  | «Faces in the Window»         | Dio, Goldy, Bain, Schnell, Appice | 3:53     |  |
| 9.  | «When a Woman Cries»          | Dio, Goldy, Bain, Schnell, Appice | 4:43     |  |

## Personal
- Ronnie James Dio – Voz
- Craig Goldy – Guitarra
- Jimmy Bain – Bajo
- Claude Schnell - Teclados
- Vinny Appice – Batería